# István Bagyula
István Bagyula, född den 2 januari 1969 i Budapest, är en ungersk före detta friidrottare som tävlade i stavhopp.
Bagyulas genombrott kom när han vann guld vid junior-VM 1988 efter att ha hoppat 5,65. Han deltog även vid Olympiska sommarspelen 1988 och slutade då sjua. 
Han blev vid VM 1991 i Tokyo silvermedaljör i stavhopp efter att ha klarat 5,90. Den enda som slog honom var Sergej Bubka som hoppade fem centimeter högre. Vid inomhus-EM 1992 blev han åter silvermedaljör efter att ha klarat 5,80. Han var i final även vid Olympiska sommarspelen 1992 och blev då nia. 
Vid VM 1993 slutade han tia efter att ha klarat 5,70. Däremot misslyckades han vid VM 1995 att ta sig till final. Förutom meriterna från VM vann han guld tre gånger vid Universiaden (1991, 1993 och 1995).

## Personligt rekord
- Stavhopp - 5,92 meter